# Metasepia
Metasepia is een geslacht van weekdieren uit de familie van de Sepiidae.

## Soorten
- Metasepia pfefferi (Hoyle, 1885)
- Metasepia tullbergi (Appelöf, 1886)